# ماش (مسلسل)
ماش (بالإنجليزية: M * A * S * H) (اختصار «المستشفى الجراحي العسكري المتنقل» (بالإنجليزية: Mobile Army Surgical Hospital)) هو مسلسل تلفزيوني حربي كوميدي درامي أمريكي عُرِض على شبكة سي بي إس من عام 1972 إلى عام 1983. طوره لاري غيلبارت كأول سلسلة مقتبسة من فيلم ماش لعام 1970، والذي بدوره كان مبنيًا على رواية ماش: رواية عن ثلاثة أطباء في الجيش للكاتب ريتشارد هووكر من عام 1968. ٱنتج المسلسل «تلفزيون توينتيث سينتيري فوكس» لصالح شبكة سي بي إس، ويتبع فريقًا من الأطباء وموظفي الدعم المتمركزين في «المستشفى الجراحي العسكري المتنقل 4077» في أويجيونغبو، كوريا الجنوبية أثناء الحرب الكورية (1950-1953).
على الرغم من إجراء عدد من التغييرات على الممثلين طوال فترة العرض إلا أن بعض الممثلين لعبوة أدوارًا ثابتة في جميع المواسم الـ 11، وهم آلان ألدا في دور الجراح الكابتن بنجامين فرانكلين «هوك» بيرس ولوريتا سويت في دور رئيسة الممرضات الرائدة مارغريت «هوت ليبس» هوليهان وجيمي فار في دور العريف ماكسويل كلينغر وويليام كريستوفر في دور القسيس الملازم الأول الأب جون باتريك فرانسيس ملكاهي. لعبت شخصيات بارزة أدوارًا رئيسية لعدة مواسم أخرى، بما في ذلك واين روجرز في دور الجراح الكابتن ترابر جون ماكنتاير وماكلين ستيفنسون في دور موظف الشركة المقدم هنري بليك وغاري بيرغوف في دور كاتب الشركة العريف والتر يوجين «رادار» أو'رايلي، وعدد من الأدوار الداعمة تم لعبها من قبل الممثلين المتكررين مثل كيلي ناكاهارا في دور الممرضة كيليي وجيف ماكسويل في دور الجندي إيغور سترامينسكي.
يُعزى الكثير من تنوع العرض في الأسلوب والصوت إلى تذبذب طاقم الكتابة على مدار المسلسل وتنوع المصادر التي ساهمت في القصة، مثل الممثل آلان ألدا والجراحين الذين خدموا في الحرب الكورية. تتضمن شارة بداية المسلسل نسخة آلاتية موسيقية من أغنية الانتحار غير مؤلم وهي الأغنية الأصلية للفيلم.
ٱنشئ العرض بعد محاولة فشل تصوير تكملة الكتاب الأصلي «ذهبت ماش لماين» فشلت. يعتبر المسلسل التلفزيوني الأكثر شهرة من بين أعمال ماش، وواحدا من أعلى البرامج تقييمًا في تاريخ التلفزيون الأمريكي. بُثَ المسلسل بدون تأثير الضحك الصوتي ضحك عندما عُرِض لأول مرة في المملكة المتحدة. كانت الحلقة الأخيرة «وداعا، الوداع، وآمين» أكثر بث تلفزيوني مشاهدة في التاريخ الأمريكي من عام 1983 حتى 2010، ولا تزال الحلقة النهائية الأكثر مشاهدة من أي مسلسل تلفزيوني والحلقة الأكثر مشاهدة من أي مسلسل تلفزيوني مكتوب.